# Élections sénatoriales de 1989 dans l'Aveyron
Les élections sénatoriales dans l'Aveyron ont lieu le dimanche 24 septembre 1989. 
Elles ont pour but d'élire les sénateurs représentant le département au Sénat pour un mandat de neuf ans.

## Contexte départemental
Lors des élections sénatoriales du 28 septembre 1980 dans l'Aveyron, deux sénateurs UDF sont élus, Jean Puech et Albert Sirgue, remplacé par Louis Lazuech à la suite de son décès le 18 novembre 1980.
Depuis, tous les effectifs du collège électoral des grands électeurs sont renouvelés, avec les élections législatives de 1988 dans l'Aveyron, les élections régionales françaises de 1986, les élections cantonales de 1985 et 1988 et les élections municipales françaises de 1989.

## Rappel des résultats de 1980
| Candidat et parti politique | Candidat et parti politique | Candidat et parti politique | Premier tour | Premier tour |
| Candidat et parti politique | Candidat et parti politique | Candidat et parti politique | Voix         | %            |
| --------------------------- | --------------------------- | --------------------------- | ------------ | ------------ |
|                             | Jean Puech                  | UDF                         | '            | '            |
|                             | Albert Sirgue               | UDF                         | '            | '            |
|                             |                             |                             |              |              |
| Inscrits                    | Inscrits                    | Inscrits                    |              | 100,00       |
| Abstentions                 |                             |                             |              |              |
| Votants                     |                             |                             |              |              |
| Blancs et nuls              |                             |                             |              |              |
| Exprimés                    |                             |                             |              |              |

## Sénateurs sortants
| Sénateur | Sénateur      | Parti | Fonctions lors de l'élection en 1980                              |
| -------- | ------------- | ----- | ----------------------------------------------------------------- |
|          | Jean Puech    | UDF   | Maire de Rignac, président du Conseil général, conseiller général |
|          | Louis Lazuech | UDF   | Conseiller général                                                |

## Candidats
Dans l'Aveyron, les sénateurs sont élus au scrutin majoritaire à deux tours. 
| Candidats | Candidats         | Parti | Principale fonction                                                                              |
| --------- | ----------------- | ----- | ------------------------------------------------------------------------------------------------ |
|           | René Baulès       | PCF   | Conseiller municipal de Capdenac                                                                 |
|           | Claude Marre      | PCF   |                                                                                                  |
|           | Denys Jaudon      | PS    | Conseiller général                                                                               |
|           | Jean-Louis Coulon | PS    | Conseiller général                                                                               |
|           | Jean Puech        | UDF   | Sénateur sortant, président du Conseil général de l'Aveyron, conseiller général, maire de Rignac |
|           | Albert Aliès      | UDF   | Conseiller général, maire de Belmont-sur-Rance                                                   |
|           | Bernard Seillier  | DVD   |                                                                                                  |
|           | Philippe Lacombe  | FN    |                                                                                                  |

## Résultats
Les nouveaux représentants sont élus pour une législature de 9 ans au suffrage universel indirect par les 881 grands électeurs du département.
| Candidat et parti politique | Candidat et parti politique | Candidat et parti politique | Premier tour | Premier tour | Second tour | Second tour |
| Candidat et parti politique | Candidat et parti politique | Candidat et parti politique | Voix         | %            | Voix        | %           |
| --------------------------- | --------------------------- | --------------------------- | ------------ | ------------ | ----------- | ----------- |
|                             | Jean Puech                  | UDF                         | 496          | 57,27        |             |             |
|                             | Bernard Seillier            | DVD                         | 418          | 48,27        | 502         | 58,99       |
|                             | Denys Jaudon                | PS                          | 268          | 30,95        | 320         | 37,60       |
|                             | Albert Aliès                | UDF                         | 248          | 28,64        | 29          | 3,41        |
|                             | Jean-Louis Coulon           | PS                          | 176          | 20,32        |             |             |
|                             | René Baulès                 | PCF                         | 25           | 2,89         |             |             |
|                             | Claude Marre                | PCF                         | 25           | 2,89         |             |             |
|                             | Philippe Lacombe            | FN                          | 0            | 0,00         |             |             |
|                             |                             |                             |              |              |             |             |
| Inscrits                    | Inscrits                    | Inscrits                    | 881          | 100,00       | 881         | 100,00      |
| Abstentions                 | Abstentions                 | Abstentions                 | 2            | 0,23         | 1           | 0,11        |
| Votants                     | Votants                     | Votants                     | 879          | 99,77        | 880         | 99,89       |
| Blancs et nuls              | Blancs et nuls              | Blancs et nuls              | 13           | 1,48         | 29          | 3,30        |
| Exprimés                    | Exprimés                    | Exprimés                    | 866          | 98,52        | 851         | 96,70       |